# Luigi Danova
Luigi Danova (* 5. Juni 1952 in Sant’Angelo Lodigiano) ist ein ehemaliger italienischer Fußballspieler und späterer -trainer. Als Aktiver vor allem für Torino Calcio aktiv, arbeitete er später bei einigen Klubs als Co-Trainer sowie Jugendcoach.

## Spielerkarriere
Luigi Danova, geboren 1952 im lombardischen Städtchen Sant’Angelo Lodigiano, begann mit dem Fußballspielen in der Jugend des örtlichen Vereins ACD Sant’Angelo 1907. Dort absolvierte er von 1969 bis 1970 auch seine ersten 26 Spiele im Erwachsenenfußball. 1970 wurde der junge Abwehrspieler von Juventus Turin unter Vertrag genommen, konnte sich im Turiner Starensemble jedoch nicht durchsetzen. Nach einer Spielzeit ohne Einsätze fand Danova im Sommer 1971 mit dem AC Como einen neuen Arbeitgeber. Unter Trainer Eugenio Bersellini reifte Danova zum Stammspieler beim norditalienischen Zweitligisten, in der ersten Saison nach seiner Ankunft wurde der Aufstieg in die Serie A nur um zwei Punkte gegenüber dem SSC Palermo verpasst. Im Jahr darauf sprang allerdings nur ein Mittelfeldrang heraus. 1973 wechselte Luigi Danova erneut den Arbeitgeber und schloss sich dem AC Cesena an, wo ihm der endgültige Durchbruch gelingen sollte. Nachdem Cesena 1972/73 in die Serie A aufgestiegen, gelang im ersten Erstligajahr auch ziemlich sicher der Klassenerhalt. Mit Bersellini als Coach, den Danova noch aus Como kannte, belegte der AC Cesena in der Serie A 1973/74 als Aufsteiger einen starken elften Tabellenplatz. Die Spielzeit darauf schloss man mit der gleichen Platzierung ab und holte sich erneut den sicheren Klassenverbleib. Die Saison 1975/76 wurde schließlich zur bis heute erfolgreichsten in der Geschichte des AC Cesena. Mit Luigi Danova als Leistungsträger erreichte der Verein einen überraschenden sechsten Platz in der Serie A und qualifizierte sich damit zum ersten und bis heute einzigen Mal für den europäischen Wettbewerb. Luigi Danova verließ den AC Cesena im Sommer 1976 nach drei Jahren und 88 Ligaspielen mit einem Torerfolg, er wechselte zu Torino Calcio.
In Turin erlebte Luigi Danova seine längste und auch erfolgreichste Phase als Fußballspieler. Als amtierender Meister in die Serie A 1976/77 gestartet, endete die Spielzeit mit der Vizemeisterschaft, knapp hinter dem Lokalrivalen Juventus Turin. Danach nahmen die Leistungen in der Liga zwar wieder ab, in der Coppa Italia hingegen lieferte Torino Calcio zwischen 1979 und 1982 drei Finalteilnahmen in Serie. Den Anfang machte man in der Coppa Italia 1979/80, wo man nach Erfolgen gegen Lazio Rom und Juventus in Viertel- sowie Halbfinale ins Endspiel gegen den AS Rom einzog. Dort musste man sich allerdings nach 0:0 nach Verlängerung im Elfmeterschießen geschlagen geben. Im Jahr darauf lief es ähnlich für Torino Calcio. Erneut gelang die Qualifikation fürs Endspiel, wo man erneut auf die Roma traf. Nachdem Hin- und Rückspiel 1:1 geendet hatten, ging es erneut ins Elfmeterschießen, wo einmal mehr der AS Rom die Oberhand behielt. Und auch die dritte Finalteilnahme in Folge verlief negativ für Torino Calcio. In der Coppa Italia 1981/82 drang man wieder ins Endspiel vor, unterlag in diesem allerdings Inter Mailand mit 1:2 nach Hin- und Rückspiel. Luigi Danova war dabei in allen Finalspielen dieser drei Jahre mit von der Partie.
Nach 246 Ligaspielen für Torino Calcio verließ Danova den Verein im Sommer 1985, nachdem zum Abschluss noch einmal die Vizemeisterschaft hinter Hellas Verona geglückt war. Er schloss sich dem aufstrebenden süditalienischen Erstligaaufsteiger US Lecce an, mit dem er aber sogleich aus der Serie A abstieg. Im Jahr darauf verpasste man als Vierter der Serie B nur knapp gegenüber dem AC Cesena die direkte Erstligarückkehr. 1987 wechselte Danova zum AC Mantova, wo er erneut zwei Jahre unter Vertrag stand und bis 1989 65 Spiele in der Serie C2 beziehungsweise Serie C1 machte. Seine letzte Station als Spieler hatte Luigi Danova dann von 1989 bis 1991 beim FC Varese, wo er seine Laufbahn mit 65 weiteren Ligapartien ausklingen ließ.

## Trainerkarriere
Später wurde Luigi Danova Trainer und arbeitete dabei im Jugend- sowie Co-Trainer-Bereich. So war er von 2006 bis 2007 bei der US Triestina sowie von 2007 bis 2008 bei Salernitana Calcio als Co-Trainer von Andrea Agostinelli aktiv, von 2011 bis 2012 wirkte er in gleicher Funktion bei Calcio Portogruaro-Summaga. Hinzu kam von 2012 bis 2013 ein Amt als Jugendtrainer bei Trento Calcio.

## Erfolge
- Endspiel um die Coppa Italia: 3×

1979/80, 1980/81 und 1981/82 mit Torino Calcio
- Serie C2: 1×

1987/88 mit dem AC Mantova